# Robin Scherbatsky
Robin Charles Scherbatsky Jr. az Így jártam anyátokkal című sorozat egyik szereplője, akit a sorozat alkotói, Carter Bays és Craig Thomas alkottak. Robin a cselekmény egyik központi figurája, két férfi főszereplő, Ted Mosby és Barney Stinson szerelmi életének felforgatója.

## Megalkotása
Amikor létrehozták a karaktert, Bays és Thomas már az elején leszögezték, hogy Robin nem a gyerekek anyja – elkerülvén így a Jóbarátokkal való párhuzamot, illetve hangsúlyozva, hogy a sorozat Ted élete szerelmének kereséséről szól, nem arról, hogy jön össze élete szerelmével. Több interjúban elismerték azt is, hogy egy elég híres színésznővel akarták eredetileg eljátszatni a karaktert; később kiderült, hogy Jennifer Love Hewitt lett volna az. Utóbb nagyon helyes döntésnek bizonyult, hogy egy viszonylag ismeretlen színésznő kapta a szerepet, mert így a nézők is könnyebben bele tudták magukat élni a sztoriba.

## Életének korai szakasza
Robin Charles Scherbatsky Jr. 1980. július 23-án született Vancouverben, Kanadában. Furcsa nevét onnan kapta, hogy az apja mindig is fiút szeretett volna, és amikor megtudta, hogy lánya születik, csalódott lett bár, de férfias módon próbálta nevelni lányát. Robin végső soron csalódást okozott az apjának, aminek köszönhetően megszakított vele minden kapcsolatot, és az anyjához költözött. Ekkoriban kezdett karriert popsztárként Robin Sparkles néven. Hírhedt "Let's Go To The Mall" (Irány a pláza!) című dalát egy éven keresztül népszerűsítette kanadai bevásárlóközpontokban, aminek köszönhetően elkezdett rettegni a plázáktól. Nem sokkal később elkészült a "művészi folytatásnak" szánt "Sandcastles in the Sand" (Homokvárak a homokban). Ezután egy tinédzsereknek szóló műsorban szerepelt Alan Thicke és Jessica Glitter oldalán, ahol űrbeli környezetben oldottak meg mindenféle rejtélyeket, pusztán matematikával. A műsor tele volt szexuális utalásokkal, de ezt Robin sosem vette észre, azt hitte, hogy csak egy gyerekműsor. Zenei karrierjének befejezéseképpen a grunge irányába mozdult el, nevét Robin Daggersre változtatta, és "P.S. I Love You" (P.S. Szeretlek") kiadott egy számot, majd egyszer és mindenkorra befejezte zenei karrierjét.
Ezeket a dolgokat mind szégyelli, ahogy azt is, hogy az apja fiú módra nevelte, noha sok szokást a magáévá tett, amit a nők általában nem szeretnek: szivarozik, frizbizik, hokizik, szereti a whiskyt, és lőni is tud. A sorozat elején, illetve a legutolsó epizódban van öt kutyája.

## Karakterfejlődés
Robin 2005 áprilisában költözött Vancouverből New Yorkba, azon belül is Brooklynba, ahol a Metro News 1 riportere és hírolvasója lett.  Az év szeptemberében találkozott Ted Mosbyval, akivel egész jól kijöttek, Ted randira hívja, és még egy kék kürtöt is ellop a kedvéért. Sajnos Ted mindent elront azzal, hogy rögtön az első randin közli, hogy beleszeretett. Barátok maradnak, de a viszonyukat romantikus pillanatok tarkítják. Robin azért nem szeretne komolyabb kapcsolatot Teddel, mert Ted házasságot, gyerekeket szeretne, és megállapodni, míg ő nem. Végül mégis összejönnek az első évad végén, de kapcsolatuk csak egy évig tart, mert rájönnek, hogy túl különbözőek. Robin ezután sokáig keresi a helyét: Argentínába utazva rövid ideig tartó viszonyba kezd egy helybelivel, majd egy időre Japánba utazik, hogy ott dolgozzon hírolvasóként. Amikor Barney közli vele, hogy beleszeret, kialakul köztük valamiféle viszony, de nem hajlandóak komolyabban belemenni. Az ötödik évadban kollégájával, Donnal jön össze, de szakítanak, amikor Don elfogad egy állást Chicagóban. Robin marad, és egy saját reggeli talkshow házigazdája lesz.
Robin sosem tud igazán szabadulni sem Tedtől, sem Barneytól. Miközben Ted a saját útját járja, Barneyt is megpróbálja lekoptatni magáról, amikor összehozza kolléganőjével, Norával, de amikor ezt megteszi, akkor jön rá, mekkora hibát vétett. Frusztrált lesz emiatt, ami agresszióba csap át, és miután megver egy nőt, viselkedésterapeutához, Kevinhez kell járnia. Olyan jól megértik egymást, hogy összejönnek, de amikor Barneyval újra közel kerülnek egymáshoz, úgy dönt, szakít Kevinnel. Mégsem képes ezt megtenni, amikor látja, Kevin mennyi mindent megtenne érte. Kevin a kezét is megkéri, de Robin szakít vele, amikor megtudja, hogy meddő, és soha nem lehet gyereke. A tudat teljesen depresszióssá teszi, bár mindig hangoztatta, hogy nem akar gyereket, ezért még a barátai előtt is letagadja, hogy emiatt bánatos.
A hetedik évadban Robin városszerte is híres lesz, amikor a szilveszteri tévéműsorban kell helyettesítenie a tökrészeg Sandy Riverst, majd sikeresen letesz egy helikoptert, amelynek pilótája rosszul lett. A nyolcadik évad során Barney mindvégig úgy tesz, mint aki nem foglalkozik vele; mint kiderül, ez a séma mind csak azt a célt szolgálta, hogy beleszeressen, és ezt követően megkéri a kezét.
Az utolsó évad csak az esküvőjével kapcsolatos eseményekkel foglalkozik. A házasságkötés előtt Robin megretten, és amikor megtudja, hogy Ted mi mindent megtett azért, hogy megtalálja azt a nyakláncot, ami az a bizonyos "valami régi" lenne az esküvőn, inkább lefújná az egészet, és Ted mellett maradna. Végül Ted az, aki lebeszéli erről, közölve, hogy már tovább kell lépniük mindkettejüknek. Végül amikor Barney megesküszik, hogy mindig őszinte lesz vele, vele marad, és összeházasodnak. A házasság mégsem lesz tartós, három év után elválnak, mert egyszerűen nem tudnak elég időt együtt lenni. 
Karaktere szerepel az "Így jártam apátokkal" című sorozatban, 2022-ben a MacLaren's Bárban találkozik Sophie Tompkins-szal, akivel megosztja gondolatait a félelemről és korábbi kapcsolatairól.
2030-ban Robin egy ismert televíziós műsorvezető, aki még mindig a kutyáival él a lakásában. Az utolsó jelenetben Ted ismét randira hívja őt, méghozzá a legendás kék kürttel.

## Személyisége
Robin sok szempontból fiús, vad és szarkasztikus, ugyanakkor érzelmileg rendkívül zárkózott és a felszín alatt bizonytalan. Ennek főként az az oka, hogy gyerekként az apja nagyon szigorú nevelésben részesítette és sok trauma is érte. A sorozat kezdetétől kezdve hangoztatta, hogy nem akar elköteleződni, erősnek és függetlennek láttatta magát. Nem akar gyerekeket, a gyerekvállalás gondolata mellett a babák is megriasztják, nem is meri őket felvenni sem. Ez a sorozat során fokozatosan megváltozik, különösen akkor, amikor megtudja, hogy meddő és soha nem lehet gyereke. A sorozat eseményei után nagyon jóban volt Ted gyerekeivel, akik Robin néninek nevezik őt.
Robin szkeptikus, nem hisz a csodákban és mindent racionális szempontok szerint mérlegel. Furcsa szokásai vannak, melyek kanadai származásával függnek össze (a sorozat során számtalanszor élcelődnek is különféle kanadai dolgokkal): télen nem fázik, olyan szavakat használ, amit a többiek nem értenek meg, és olyan hírességeket vagy filmeket említ meg, akikről barátai még soha nem hallottak. Utálja a nyálas beceneveket.

## Kapcsolata a többi karakterrel

### Lily Aldrin
Robin és Lily a kezdetektől fogva a legjobb barátnők, gyakorlatilag Robin egyetlen barátnője. Amikor bekerült a társaságba, Lily volt az, aki szorgalmazta, hogy fogadják be maguk közé. Mindenben támogatja barátnőjét, azonban Lily titokban az ellen van, hogy Teddel bármikor újra összejöjjenek, ugyanis Marshallal kötöttek erről egy fogadást. Lily sokszor olyan megjegyzéseket tesz, hogy leszbikus kalandba bocsátkozna Robinnal, ami neki nem nagyon tetszik. A "Feltámadás" című epizódban csókolóznak, hogy felébresszék a teljesen kiütött Barneyt, és innentől megfordul a kocka: Robin lenne a jövőben is kezdeményezőbb, miközben Lilynek teljesen elmegy a kedve az egésztől.

### Marshall Eriksen
A társaságból ők ketten töltik együtt a legkevesebb időt, annak ellenére, hogy sok közös van bennük (Marshall Minnesotából származik, amely klímája sokban hasonlít Kanadára). Ennek főként az az oka, hogy Marshall nem akarja, hogy a gyanúja is felmerüljön, hogy van köztük valami (pedig ezt csak ő hiszi így a sorozat során több alkalommal is). Marshall hisz a sorsban, a természetfelettiben, Robin viszont nem, és ez sokszor vitát generál kettejük közt.

### Ted Mosby
2005-ben Teden keresztül került be Robin a bandába, amikor randiztak, de Ted elrontott mindent, amikor már az első este közölte, hogy azt hiszi, beléesett. Ennek ellenére barátok maradtak, és az első évad során folyamatosan alakultak ki érzéseik egymás iránt. Az évad végén össze is jöttek, és a második évadot együtt töltötték, de szakítottak, mikor kiderült, hogy mindketten mást gondolnak az életről és a jövőről. Ezután is jóban maradtak, de mindvégig volt köztük valamilyen vibrálás. Robin kétszer is együtt lakott Teddel különféle okok miatt. Ted bármit megtenne Robinért, csak hogy jobb kedve legyen, amiért olyan őrültségeket is képes megtenni, mint összeállítani egy karácsonyi fényszimfóniát vagy előkeríteni egy elveszett medált. A hetedik évadban aztán a kibeszéletlen érzések megtették a hatásukat: Robin elköltözött Tedtől és nem is beszélt vele egy jó ideig, mert közölte vele, hogy nem szereti. Ted csak a kilencedik évadban "engedi el" Robint, aki az esküvője előtt egy pillanatra bepánikol, és úgy véli, inkább Tedhez kellene hozzámennie. Viszont Ted már belefáradt a hajszolásába, ezért is mondja azt, hogy köztük nem lesz semmi. Később, amikor Robin élete kisiklik, búslakodni kezd amiatt, hogy mégsem Tedet választotta. Erre csak 2030-ban nyílik meg újra a lehetőség, amikor Ted, gyerekei hatására, újra felkeresi őt.

### Barney Stinson
Barneynak a kezdetektől imponálnak Robin szokásai, és egy közös este után az első évadban le akar vele feküdni, amit ő visszautasít. Ekkor derül ki Barney számára, hogy Robin szerelmes lett Tedbe. Kettejük között csak később, a harmadik évadban történik valami, amikor az exbarátja által feltépett sebek miatt sebezhető Robin lefekszik Barneyval. Ez Ted és Barney viszonyában is feszültséget okoz (mely végül tisztázódik), annak ellenére, hogy közel egy évig nem történik köztük semmi. Barney szerelmes lesz Robinba, és az ötödik évad elején ossze is jönnek, de ők nem vállaják fel a kapcsolatukat, és hamarosan szakítanak is. Barney szemlátomást hamar túlteszi magát a szakításon, ami Robinnak nagyon rosszul esik. Amikor Barney ezt megtudja, segít leszervezni egy randit a kollégájával, Donnal. Amikor vele is szakít, Barney akkor is mellette áll, de ő nem akar semmit Robintól, ellentétben Robinnal, aki úgy érzi, megint fellángolt benne valami. A hetedik évad elején, Öklös esküvőjén be akarja vallani, mit érez iránta, de nem tudja, mert Barney Norát hajszolja. Frusztráltsága miatt bűncselekményt követ el (bántalmaz egy nőt), ami miatt agressziókezelési terápiára jár – a végeztével pedig összejön terapeutájával, Kevinnel. Később aztán megcsalja őt Barneyval, és hiába beszélték meg, hogy összejönnek, képtelen otthagyni Kevint. Végül csak akkor szakít vele, amikor megtudja, hogy soha nem lehet gyereke, de nem is szeretne, és nem akarja tönkretenni Kevin álmát a családról. Később egy Nick nevű sráccal kezd el randizni, aki hiába szexi, de üresfejű, ezért dobja őt. Nem tudja, hogy ez idő alatt Barney is komolyan elszánta magát vele kapcsolatban, és trükkök sorozatával éri el, hogy újra belé szeressen és végül összeházasodjanak. 2013. május 25-én volt az esküvőjük, ezt követően viszont mindössze három évig voltak együtt. Robin munkájából kifolyólag rengeteget utazik, ezért keveset voltak együtt, neki pedig nem volt rendes munkahelye. 